# Блудова Антоніна Дмитрівна
Графиня Антоніна Дмитрівна Блудова (нар. 25 квітня 1813, Стокгольм, Швеція — 9 квітня 1891, Москва, Росія) — російська придворна, благодійниця та мемуаристика. З 1863 року камер-фрейліна і близька подруга імператриці Марії Олександрівни.
Дочка державного діяча і літератора Дмитра Миколайовича Блудова і Анни Андріївни, уродженої княжни Щербатової.

## Біографія
Батько — граф Дмитро Миколайович Блудов (1785—1864), визначний державний сановник, дипломат, а в молодості літератор, друг М. М. Карамзіна, В. А. Жуковського і К. Н. Батюшкова. Його старша дочка Антоніна народилася в Стокгольмі, де її батько перебував повіреним при шведському дворі. Діти росли в достатку, отримуючи відмінну домашню освіту, а зв'язки батька допомогли увійти в коло освічених людей.
У Санкт-Петербурзі Антоніню був відкритий салон. Залишила спогади про літературне й світське життя свого часу (була знайома з О. С. Пушкіним, М. В. Гоголем, М. М. Карамзіним, В. А. Жуковським, М. Ю. Лермонтовим, К. С. Аксаков, С . С. Уваровим і іншими). Записки публікувалися в журналах «Зоря» (1871, 1872 року) і «Російський архів» (1872—1875 роки), а потім видані окремо в 1889 році.
1861 перебувала у листуванні з українським істориком Миколою Костомаровим,  жваво цікавлячись "життям Малоросії". До Польського повстання українська тематика була популярною у царедворців,  зокрема графиня Антоніна Блудова звертала увагу на журнал "Основа". 
У 1864 році, після смерті батька, залишивши світське життя, стала займатися благодійністю. «Її благодійність і громадянська позиція здобули щиру повагу таких світлих умів свого часу, як Федір Тютчев і вожді слов'янофілів — Раєвський, Михайло Федорович, Олексій Хом'яков, Іван Аксаков і Юрій Самарін; до думки А. Д. Блудової прислухалися історики, педагоги і духовні особи. Все життя Антоніни Дмитрівни — суцільне служіння благородним прагненням чесних людей жити з користю для країни, любити працю і рятівне слово втіхи».
1865 в м. Острозі на Волині отримала у власність маєток польського патріота, звсланого через участь у повстанні 1863 року, і заснувала православне братство в ім'я святих Кирила і Мефодія. При ньому існували церква, початкова школа і жіноче училище, чоловіча протогімназія, пансіон для селянських дітей, бібліотека, лікарня, аптека і подвір'я для паломників подорожуючих з Києва в Почаївську лавру. За даними польських вчених, графиня Блудова особисто прислужилася посиленню москвощення українська краю, зокрема наполігши на перебудові одного з місцевих костелів на православну церкву.
Померла Антоніна Блудова в 1891 році в Москві. Могила в Новодівочому монастирі знищена в 1930-их роках.

## Твори
- "Останні дні життя гр. Д. М. Блудова "// Блудов Д. М. Думки і зауваження (СПб., 1866);
- «Известия об Острожском Кирилло-Мефодьевском братстве» (М., 1866);
- подорожні нариси: "Для немногих. Пять месяцев на Волыни … " [Архівовано 6 квітня 2020 у Wayback Machine.], «Воспоминания о Почаевской лавре», «Путешествие в Острог» (СПб., 1868);
- «Книга для чтения по русской истории» (СПб., 1869);
- «Воспитанницам училищ гр. Д. Н. Блудова на прощание» (СПб., 1881);
- «Воспоминания» [Архівовано 6 квітня 2020 у Wayback Machine.] (М., 1889).